# اتان سوپلی
اتان سوپلی (به انگلیسی: Ethan Suplee) (زاده ۲۵ می ۱۹۷۶) بازیگر آمریکایی است.
از فیلم‌های معروف او می‌توان به بازی در فیلم‌های گرگ وال استریت، به دنبال امی، فروشنده‌ها، قسمت دوم، شکستن، محرمانه مدرسه هنر، آقای وودکاک، آبی بیابان، سرزمین خشک و شکار اشاره کرد.